# Gadigivarahalli, Chintamani
Gadigivarahalli là một làng thuộc tehsil Chintamani, huyện Kolar, bang Karnataka, Ấn Độ.